# توله‌دندان‌ها
توله‌دندان‌ها (نام علمی: Scymnodon) نام یک سرده از تیره کوسه‌های خواب‌آلود است.